# 上田市立浦里小学校

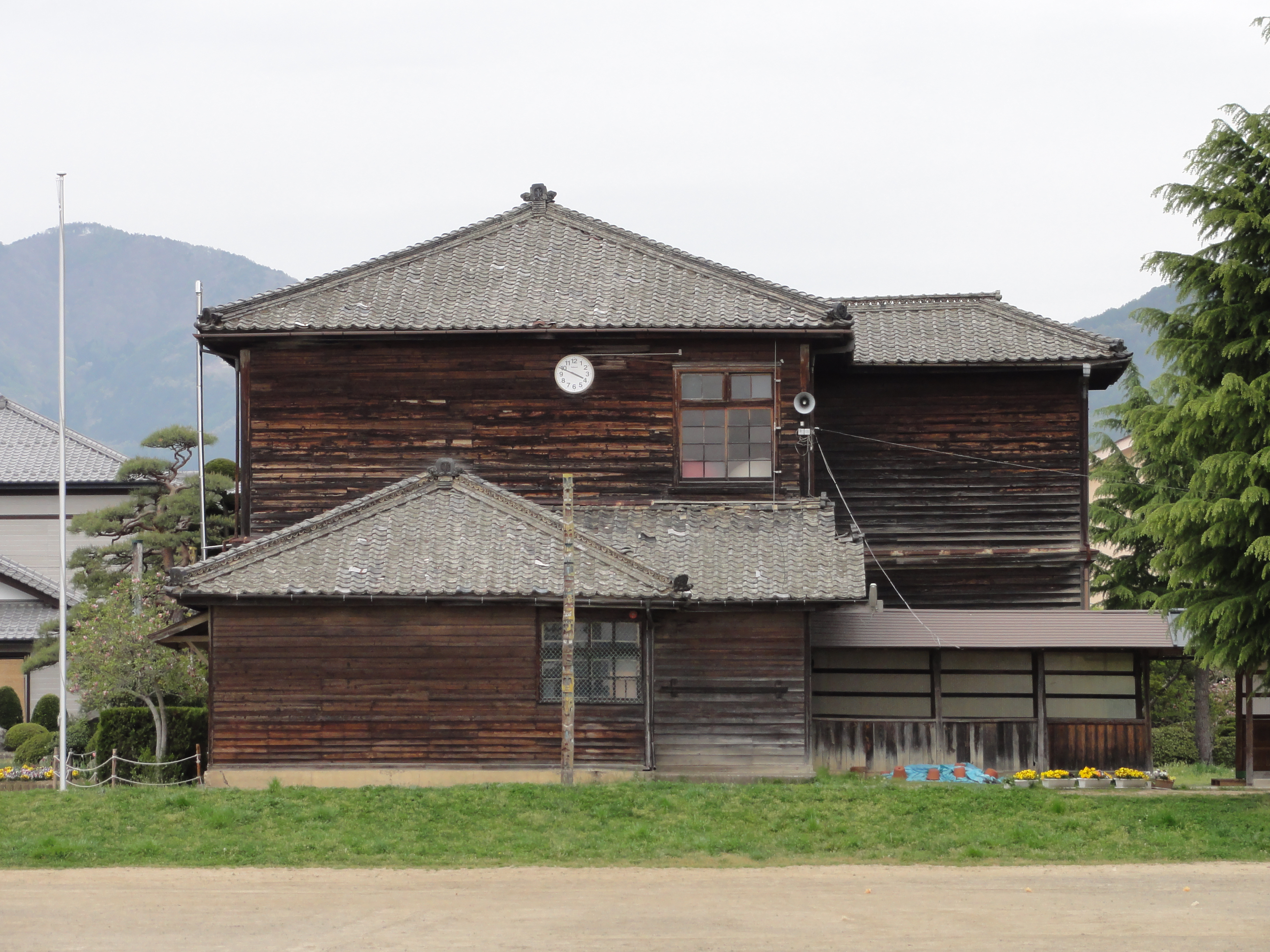
旧管理棟校庭側

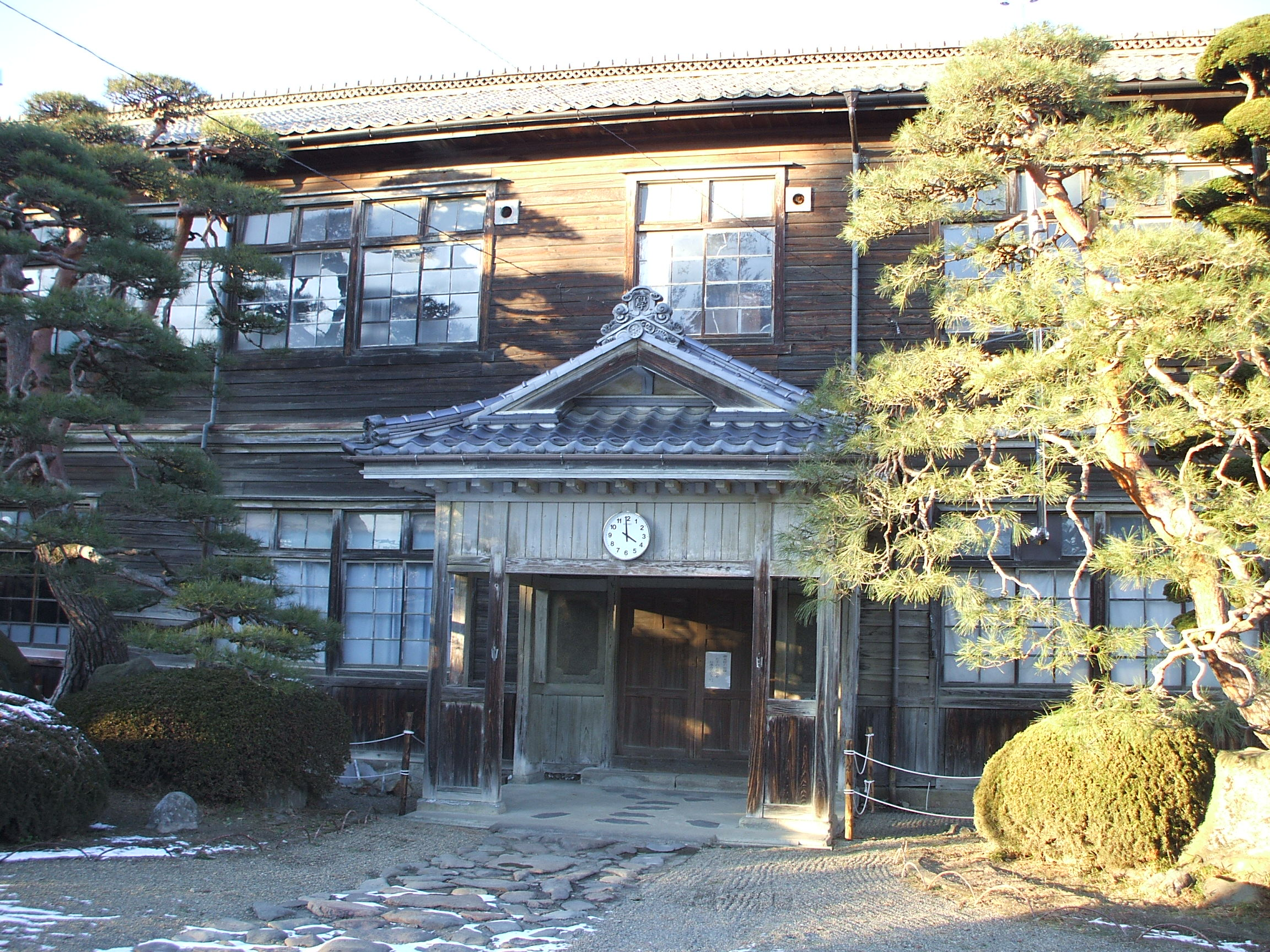
旧管理棟昇降口

上田市立浦里小学校（うえだしりつ うらさとしょうがっこう）は、長野県上田市にある公立小学校。1924年（大正13年）建築の旧校舎があり、映画やテレビドラマの撮影にたびたび使用されたが、2012年9月5日夜に発生した火災で焼失した。
上田市の浦野・越戸地籍を校区としている。元は小県郡浦里村の小学校だった。かつては浦里村だった小県郡青木村当郷地区や、現在は上田市立川西小学校の校区となっている仁古田・岡地籍も、以前は校区だった。

## 概要・歴史
浦里小学校のルーツは1873年開校の「養正学校」に遡る。同校は小県郡馬越（のちの浦野町）・仁古田・岡の3村と福田・吉田の2村（翌年分離し「通儀学校」を開校させる。現在の上田市立川辺小学校の校区）を校区として開校。1886年に青木村立青木小学校の前身である「昌後学校」から分離した小県郡当郷村、同じく前身で左記から分離（1874年）した「協義学校」から分離した同郡越戸村を校区に加えのちの小県郡浦里村の村々を校区とする「浦野学校」が発足した。そして1889年村々が合併して小県郡浦里村が発足するとそのまま村立浦里尋常小学校と改称している。
同校は1895年の高等科分置により村立浦里尋常高等小学校に、1941年の国民学校令により村立浦里国民学校に、1947年の学制改革により村立浦里小学校、同時に併設の浦里中学校（以降浦里小中学校）にと改称を重ねた。1957年に小県郡室賀村、上田市小泉と合併し小県郡川西村した際、旧浦里村当郷は小県郡青木村に分離したため、このため当郷地籍は青木村立青木小学校の校区となり、残りの旧浦里小中学校の校区が小県郡川西村立浦里小中学校の校区となった
1960年に村内の各併設中学校が統合され小県郡川西村立川西中学校（のち上田市立川西中学校、現在は上田市立第六中学校）が発足すると小学校単独に戻る。1973年に小県郡川西村が上田市に合併すると上田市立浦里小学校と改称する。1988年に過疎化で児童数が減少した上田市立室賀小学校と上田市立小泉小学校を統合して、川西中学校の校舎があった仁古田地籍に上田市立川西小学校が設置された際、仁古田地積が川西小学校の校区として分離した。2005年には岡地籍が川西小学校の校区として分離した。

## 略年表
- 1873年 - 「養正学校」として開校。小県郡馬越・仁古田・岡・福田・吉田5村を校区とした。
- 1874年 - 福田・吉田2村が分離し「通儀学校」開校。校区が馬越・仁古田・岡の3村に縮小。
- 1886年 - 「昌後学校」から分離した小県郡当郷村、「協義学校」から分離した同郡越戸村を校区に加え「浦野学校」と改称。（浦野＝馬越から改称・仁古田・岡・当郷・越戸）
- 1889年 - 小県郡浦里村発足。「浦野学校」はそのまま村立浦里尋常小学校と改称。
- 1895年 - 小県郡立高等小学校の廃止による高等科分値により村立浦里尋常高等小学校と改称。
- 1941年 - 「国民学校令」発布により村立浦里国民学校と改称。
- 1947年 - 学制改革の第1弾6・3制実施により、村立浦里小学校と改称。同時に併設で浦里中学校開校。
- 1957年 - 小県郡浦里村と室賀村、上田市小泉地籍の町地区が合併し小県郡川西村発足。これにより川西村立浦里小中学校と改称するが当郷地籍が小県郡青木村へ分離したため同地籍が青木村立青木小学校と青木村立青木中学校に分離。（浦野・仁古田・岡・越戸）
- 1960年 - 併設していた浦里中学校が村内2併設中学校と統合。川西村立川西中学校が開校し小学校単独に戻る。

（川西中学校は1973年に上田市に合併後は上田市立、現在は上田市立第六中学校）
- 1973年 - 小県郡川西村が上田市に合併。上田市立浦里小学校と改称。
- 1988年 - 仁古田地籍の上田市立川西中学校の校舎のあった場所に上田市立室賀小学校と上田市立小泉小学校の統合により開校した上田市立川西小学校が設置されたため同地籍が同校の校区として分離。（浦野・岡・越戸）
- 2005年 - 岡地籍が上田市立川西小学校の校区として分離。浦野、越戸の現校区となる。
- 2012年9月5日 - 午後10時頃、火災が発生。木造の旧管理棟（旧校舎）と北校舎が全焼。[1]
- 2012年9月10日 - 地元の自治会やPTA関係者らが「浦里小学校を支える市民の会」を設立。児童の学習環境を整えるため、支援金の募集を始める。

## 補足事項
旧管理棟（旧校舎）は1924年（大正13年）の建築で、「なつかしの小学校木造校舎100選」に選ばれている。2012年9月5日夜に発生した火災で全焼・し、校舎の木材から楽器のコカリナが作られた。
近年では、2017年度に上田市による公立大学となった長野大学と共に<長野大学+浦里小>として連携した活動を行っている。実際に長野大学の学生による授業が行われている。
(この連携協力は、上田市で開かれた<地域と共にある学校作りシンポジウム>で発表された。)